# ベニー・モウピン
ベニー・モウピン（Bennie Maupin、1940年8月29日 - ）は、アメリカのジャズ・テナー・サックス、バスクラリネット、フルート奏者。
ベニー・モウピンはハービー・ハンコックのグループであるザ・ヘッドハンターズやリー・モーガン、ホレス・シルヴァーなどのグループで活躍し、マイルス・デイヴィスの『ビッチェズ・ブリュー』録音にも参加したことのあるマルチ・リード奏者である。

## ディスコグラフィ

### リーダー・アルバム
- 『ロータスの宝石』 - The Jewel in the Lotus (1974年、ECM)
- 『スロウ・トラフィック・トゥ・ザ・ライト』 - Slow Traffic to the Right (1977年、Mercury)
- 『ムーンスケイプス』 - Moonscapes (1978年、Mercury)
- Driving While Black (1998年、Intuition) ※with パトリック・グリーソン
- Penumbra (2006年、Cryptogramophone)
- Early Reflections (2008年、Cryptogramophone)

### アルマナック
- 『アルマナック』 - Almanac (1977年、Improvising Artists)

### 参加アルバム
ジョニー・ビーズリー
- Positootly! (2009年、Resonance)

マリオン・ブラウン
- 『ジュバ・リー』 - Juba Lee (1967年、Fontana)
- Afternoon of a Georgia Faun (1970年、ECM)

ジョージ・ケイブルス
- Shared Secrets (2001年、MuseFX)

マイク・クラーク
- Actual Proof (2000年、Platform Recordings)

マイルス・デイヴィス
- 『ビッチェズ・ブリュー』 - Bitches Brew (1969年、Columbia)
- 『ジャック・ジョンソン』 - A Tribute to Jack Johnson (1970年、Columbia)
- 『オン・ザ・コーナー』 - On the Corner (1972年、Columbia)
- 『ビッグ・ファン』 - Big Fun (1974年、Columbia) ※1969年-1972年録音

チック・コリア
- 『イズ』 - Is (1969年、Solid State)

ジャック・ディジョネット
- 『ディジョネット・コンプレックス』 - The DeJohnette Complex (1969年、Milestone)
- 『ハヴ・ユー・ハード?』 - Have You Heard (1970年、Milestone)

パトリック・グリーソン & ジム・ラング
- Jazz Criminal (2008年、Electronic Musical Industries)

ハービー・ハンコック
- 『エムワンディシ』 - Mwandishi (1971年、Warner Bros.)
- 『クロッシングス』 - Crossings (1972年、Warner Bros.)
- 『セクスタント』 - Sextant (1972年、Columbia)
- 『ヘッド・ハンターズ』 - Head Hunters (1973年、Columbia)
- 『スラスト (突撃)』 - Thrust (1974年、Columbia)
- 『洪水：ライヴ・イン・ジャパン'75』 - Flood (1975年、CBS/Sony)
- 『マン・チャイルド』 - Man-Child (1975年、Columbia)
- 『シークレッツ』 - Secrets (1976年、Columbia)
- 『ニューポートの追想』 - VSOP (1977年、Columbia)
- 『サンライト』 - Sunlight (1978年、CBS/Sony)
- 『ダイレクトステップ』 - Directstep (1979年、CBS/Sony)
- 『フィーツ』 - Feets, Don't Fail Me Now (1979年、Columbia)
- 『MR.ハンズ』 - Mr. Hands (1980年、Columbia)
- 『ディス・イズ・ダ・ドラム』 - Dis Is Da Drum (1994年、Verve/Mercury)

ザ・ヘッドハンターズ
- 『サヴァイヴァル・オブ・ザ・フィッテスト』 - Survival of the Fittest (1975年)
- 『ストレイト・フロム・ザ・ゲイト』 - Straight from the Gate (1977年)
- 『リターン・オブ・ヘッドハンターズ』 - Return of the Headhunters (1998年)

エディ・ヘンダーソン
- 『リアリゼイション』 - Realization (1973年、Capricorn)
- 『インサイド・アウト』 - Inside Out (1974年、Capricorn)
- 『サンバースト』 - Sunburst (1975年、Blue Note)
- 『マハール (迷宮)』 - Mahal (1978年、Capricorn)

アンドリュー・ヒル
- One for One (1965年、Blue Note)

リー・モーガン
- 『キャランバ!』 - Caramba! (1968年、Blue Note)
- 『ザ・サイドワインダー LIVE』 - Live at the Lighthouse (1970年、Blue Note)
- 『タル』 - Taru (1980年、Blue Note) ※1968年録音

ダレク・オレシュキェヴィッチ
- Like a Dream (2004年、Cryptogramophone)

ジミー・オーウェンズ＝ケニー・バロン・クインテット
- 『ユー・ハド・ベター・リッスン』 - You Had Better Listen (1967年、Atlantic)

ウディ・ショウ
- 『ブラックストーンの伝承』 - Black Stone Legacy (1970年、Contemporary)
- 『ソング・オブ・ソングス』 - Song of Songs (1973年、Contemporary)

ホレス・シルヴァー
- 『セレナーデ・トゥ・ア・ソウル・シスター』 - Serenade to a Soul Sister (1968年、Blue Note)
- 『ユー・ガッタ・テイク・ア・リトル・ラヴ』 - You Gotta Take a Little Love (1969年、Blue Note)

ロニー・スミス
- 『ターニング・ポイント』 - Turning Point (1969年、Blue Note)

マッコイ・タイナー
- 『テンダー・モーメンツ』 - Tender Moments (1968年、Blue Note)
- Together (1978年、Milestone)

レニー・ホワイト
- 『ビッグ・シティ』 - Big City (1977年、Nemperor)

ミート・ビート・マニフェスト
- 『アクチュアル・サウンド・アンド・ヴォイシズ』 - Actual Sounds + Voices (1998年、Nothing)